# Египетско-японские отношения
Японо-египетские отношения (араб. العلاقات المصرية اليابانية‎, яп. 日本とエジプトの関係) — двусторонние дипломатические отношения между Японией и Египтом. Согласно официальным заявлениям, Египет и Япония состоят в «крепких дружественных отношениях» при наличии посольств в обеих странах и поддержке взаимовыгодных отношений в сфере экономики и торговле.

## История
Отношения между странами установлены ещё в XIX веке. В Первой мировой войне Великобритания, под чьим протекторатом находился Египет, и Япония были союзниками и воевали против Центральных держав. Великобритания рассматривала возможность участия японских войск на ближневосточном театре военных действий, их также предполагалось задействовать в качестве резерва в самом Египте. Однако из-за опасений возрастающего влияния Японии, Британия отказалась от подобных идей.
Дипломатические отношения были установлены в 1922 году, когда Япония признала независимость Египта. С этого момента высокопоставленные дипломаты и главы государств неоднократно наносили друг другу визиты. В 1995 году премьер-министр Томиити Мураяма посетил Египет, а президент Хосни Мубарак побывал в Японии в 1983, 1995 и 1999 годах соответственно.
С 1998 по 2002 годы Япония предоставила Египту кредиты на общую сумму 3,5 млрд долларов США. В 2002 году двухсторонний объём торговли между странами превысил 1 млрд долларов США: в частности, в Долине Царей был выстроен центр для гостей, открыт новый мост и поставлены автомобили скорой помощи. В плане туризма также наблюдается положительная динамика: в 2009 году Египет посетили 90 тысяч японцев, около 3,5 тысяч египтян побывали в Японии в 2007 году.

## Японцы в Египте
В самом Египте проживал 1051 гражданин Японии по состоянию на октябрь 2009 года. Это были преимущественно инженеры крупных компаний и бизнесмены, которые занимались обустройством крупных городов Египта. Однако после революционных событий 2011 года 470 человек по соображениям безопасности покинули страну. По состоянию на октябрь 2022 года в Египте проживало 764 гражданина Японии.

## Действующие отношения

### Политика
Япония признаёт важную роль Египта в решении конфликтов на Ближнем Востоке и в осуществлении дипломатических переговоров. Главы правительств Японии и Египта поддерживают мирные инициативы друг друга в плане поддержания мира в регионе. Обе страны входят в Совместный комитет, который занимается развитием отношений и сотрудничества в сферах взаимных интересов обеих стран, которые являются потенциально выгодными и для Египта, и для Японии.

### Образование
Одним из достижений в сфере образования и обмена опытом является Египетско-японский университет науки и технологии, образованный в 2010 году и находящийся в Нью-Борг-эль-Араб — городе в окрестностях Александрии. Также в Гизе с 1972 года открыта Каирская японская школа — международная японская школа, куда входят начальные и средние классы традиционных школ.